# Kirchenkreis Herne
Der Evangelische Kirchenkreis Herne ist einer von 26 Kirchenkreisen innerhalb der Evangelischen Kirche von Westfalen. Er liegt im Zentrum des Ruhrgebiets und beheimatet die Kirchengemeinden in Herne und Castrop-Rauxel mit Ausnahme der Stadtteile Deininghausen und Merklinde. Amtssitz ist die Stadt Herne. Ende 2021 gehörten 58.509 evangelische Gemeindeglieder zum Kirchenkreis. 1986 waren es noch 107.000, 1997 90.000, 2009 77.000. 2017 ca. 66.000 Superintendentin ist seit 2020 Claudia Reifenberger.

## Geschichte
Der Kirchenkreis wurde 1933 gegründet, als die Kirchenkreise im Ruhrgebiet zur Anpassung an die kommunalen Grenzen neu zugeschnitten wurden. Der größte Teil hatte bis dahin zum Kirchenkreis Gelsenkirchen gehört; Bladenhorst, Castrop und Sodingen kamen aus dem Kirchenkreis Bochum, Ickern aus dem Kirchenkreis Dortmund. Zum ersten Superintendenten wurde am 15. August der Bekenntnispfarrer Ludwig Steil gewählt, dessen Amtsantritt jedoch durch die Deutschen Christen verhindert wurde.

## Superintendenten
| von  | bis   | Name                 |
| ---- | ----- | -------------------- |
| 1933 | 1941  | Gotthold Krahn       |
| 1942 | 1945  | Karl Stein           |
| 1945 | 1955  | Otto Kill            |
| 1955 | 1959  | Gustav Adolf Brenne  |
| 1959 | 1967  | Ernst Eisenhardt     |
| 1967 | 1985  | Fritz Schwarz        |
| 1985 | 2004  | Klaus-Peter Röber    |
| 2005 | 2020  | Rainer Rimkus        |
| 2020 | heute | Claudia Reifenberger |

## Kirchen und Gemeinden
Der Kirchenkreis umfasst sechs Gemeinden (Stand Juni 2022) in drei Synodalregionen. Davon liegen zwei in Herne, eine in Wanne-Eickel und drei in Castrop-Rauxel.
| Bild                   | Synodalregion  | Gemeinde                                                                     | Kirche(n) | Bemerkungen |
| ---------------------- | -------------- | ---------------------------------------------------------------------------- | --- | ----------- |
|                        | Herne          | Ev. Kirchengemeinde Haranni (Seelsorgebereich Baukau)                        | - Matthäuskirche (Baukau) |             |
|                        | Herne          | Ev. Kirchengemeinde Haranni (Seelsorgebereich Zion Horsthausen)              | - Zionskirche (Horsthausen) - Pöppinghauser Dorfkirche [seit 2019 Paulus-Gemeinde Castrop-Rauxel] - Paul-Gerhardt-Kirche (Pantringshof) [2010 abgerissen] |             |
|                        | Herne          | Ev. Kirchengemeinde Haranni (Seelsorgebereich Emmaus Börnig)                 | - Emmauskirche (Börnig) |             |
|                        | Herne          | Ev. Petrus-Kirchengemeinde Herne                                             | - Dreifaltigkeitskirche (Herne-Süd) - Christuskirche (Constantin) - Lutherkirche (Herne-Süd)                                                              |             |
|                        | Herne          | Ev. Kirchengemeinde Haranni (Seelsorgebereich Kreuz Mitte)                   | - Kreuzkirche (Herne-Mitte) |             |
|                        | Herne          | Ev. Kirchengemeinde Haranni (Seelsorgebereich Sodingen)                      | - Johanniskirche (Sodingen) |             |
|                        | Wanne-Eickel   | Ev. Kirchengemeinde Wanne-Eickel, Bezirk Crange                              | - Lutherkirche (Herne-Wanne) - Cranger Kirche |             |
|                        | Wanne-Eickel   | Ev. Kirchengemeinde Wanne-Eickel Bezirk Eickel                               | - Johanneskirche (Eickel) |             |
| Advent 2020 beleuchtet | Wanne-Eickel   | Ev. Kirchengemeinde Wanne-Eickel, Bezirk Holsterhausen                       | - Stephanuskirche (Holsterhausen) |             |
|                        | Wanne-Eickel   | Ev. Kirchengemeinde Wanne-Eickel, Bezirk Röhlinghausen                       | - Lutherkirche (Röhlinghausen) |             |
|                        | Wanne-Eickel   | Ev. Kirchengemeinde Wanne-Eickel, Bezirk Wanne                               | - Christuskirche (Wanne-Mitte) - Zwölf-Apostelkirche (Wanne-Süd) - Auferstehungskirche (Wanne-West)                                                       |             |
|                        | Castrop-Rauxel | Ev. Paulus-Kirchengemeinde Castrop                                           | - Lutherkirche (Castrop) - Pauluskirche (Rauxel) - Auferstehungskirche (Obercastrop) - Pöppinghauser Dorfkirche [seit 2019]                               |             |
|                        | Castrop-Rauxel | Ev. Kirchengemeinde Castrop-Rauxel-Nord (Habinghorst, Ickern, Henrichenburg) | - Petrikirche (Habinghorst) - Christuskirche (Ickern) - Erlöserkirche (Henrichenburg)                                                                     |             |
|                        | Castrop-Rauxel | Ev. Kirchengemeinde Schwerin-Frohlinde                                       | - Johanneskirche (Schwerin) |             |

## Einrichtungen des Kirchenkreises
Im Kreiskirchenamt an der Overwegstraße in Herne befindet sich der Sitz der Superintendentur und der kreiskirchlichen Verwaltung. Innerhalb des Kirchenkreises gibt es folgende Fachbereiche:
- Altenheim-Seelsorge
- Arbeitslosenzentrum Zeppelin
- CVJM
- Eine-Welt-Zentrum
- Jugendreferat (Fishermen’s Office)
- Kindergartengemeinschaft
- Kirchenmusik
- Krankenhaus-Seelsorge (Palliativstation)
- Öffentlichkeitsreferat
- Schulreferat / Mediothek (gemeinsam mit den Kirchenkreisen Bochum und Gelsenkirchen)
- Schuldnerberatung Herne e.V. (anerkannte Insolvenzberatungsstelle)
- Weltladen „Esperanza“

Des Weiteren gehören drei Gesellschaften zum Kirchenkreis:
- Diakonisches Werk Herne gGmbH
- Ev. Krankenhausgemeinschaft Herne/Castrop-Rauxel gGmbH
- Ev. Kinderheim Herne/Wanne-Eickel gGmbH